# Campeonato Europeo de Triatlón de Larga Distancia
El Campeonato Europeo de Triatlón de Larga Distancia es la máxima competición a nivel europeo de triatlón de larga distancia. Es organizado desde 1985 por la Unión Internacional de Triatlón.

## Ediciones
| N.º    | Año  | Sede       | País            |
| ------ | ---- | ---------- | --------------- |
| I      | 1985 | Almere     | Países Bajos    |
| II     | 1986 | Säter      | Suecia          |
| III    | 1987 | Joroinen   | Finlandia       |
| IV     | 1989 | Rødekro    | Dinamarca       |
| V      | 1991 | Almere     | Países Bajos    |
| VI     | 1993 | Embrun     | Francia         |
| VII    | 1995 | Jümme      | Alemania        |
| VIII   | 1997 | Fredericia | Dinamarca       |
| IX     | 1999 | Almere     | Países Bajos    |
| X      | 2003 | Fredericia | Dinamarca       |
| XI     | 2004 | Immenstadt | Alemania        |
| XII    | 2005 | Säter      | Suecia          |
| XIII   | 2006 | Almere     | Países Bajos    |
| XIV    | 2007 | Brasschaat | Bélgica         |
| XV     | 2008 | Gérardmer  | Francia         |
| XVI    | 2009 | Praga      | República Checa |
| XVII   | 2010 | Vitoria    | España          |
| XVIII  | 2011 | Tampere    | Finlandia       |
| XIX    | 2012 | Roth       | Alemania        |
| XX     | 2013 | Vichy      | Francia         |
| XXI    | 2014 | Almere     | Países Bajos    |
| XXII   | 2015 | Weymouth   | Reino Unido     |
| XXIII  | 2016 | Poznan     | Polonia         |
| XXIV   | 2017 | Almere     | Países Bajos    |
| XXV    | 2018 | Madrid     | España          |
| XXVI   | 2019 | Almere     | Países Bajos    |
| XXVII  | 2021 | Roth       | Alemania        |
| XXVIII | 2022 | Almere     | Países Bajos    |
| XXIX   | 2023 | Almere     | Países Bajos    |
| XXX    | 2024 | Almere     | Países Bajos    |

## Palmarés

### Masculino
| N.º    | Año  | Sede                       | Oro                              | Plata                            | Bronce                            |
| ------ | ---- | -------------------------- | -------------------------------- | -------------------------------- | --------------------------------- |
| I      | 1985 | Almere · ( Países Bajos)   | Gregor Stam · Países Bajos       | Robert Barel · Países Bajos      | Magnus Lönnqvist · Finlandia      |
| II     | 1986 | Säter · ( Suecia)          | Magnus Lönnqvist · Finlandia     | Gregor Stam · Países Bajos       | Dirk Aschmoneit RFA               |
| III    | 1987 | Joroinen · ( Finlandia)    | Axel Koenders · Países Bajos     | Robert Barel · Países Bajos      | Pauli Kiuru · Finlandia           |
| IV     | 1989 | Rødekro ( Dinamarca)       | Axel Koenders · Países Bajos     | Roland Larsson · Suecia          | Carl Kupferschmid · Suiza         |
| V      | 1991 | Almere · ( Países Bajos)   | Ben van Zelst · Países Bajos     | Jos Everts · Países Bajos        | Jürgen Zäck · Alemania            |
| VI     | 1993 | Embrun ( Francia)          | Philippe Lie Francia             | Robert Barel · Países Bajos      | Mark Koks · Países Bajos          |
| VII    | 1995 | Jümme · ( Alemania)        | Matthias Klumpp · Alemania       | Dirk Van Gossum · Bélgica        | Rolf Lauterbacher · Alemania      |
| VIII   | 1997 | Fredericia ( Dinamarca)    | Peter Sandvang Dinamarca         | Morten Fenger Dinamarca          | Pauli Kiuru · Finlandia           |
| IX     | 1999 | Almere · ( Países Bajos)   | Jan van der Marel · Países Bajos | Petr Vabroušek · República Checa | Menno Oudeman · Países Bajos      |
| X      | 2003 | Fredericia ( Dinamarca)    | Torbjørn Sindballe Dinamarca     | Guido Gosselink · Países Bajos   | Gerrit Schellens · Bélgica        |
| XI     | 2004 | Immenstadt · ( Alemania)   | Gerrit Schellens · Bélgica       | Nils Goerke · Alemania           | Petr Vabroušek · República Checa  |
| XII    | 2005 | Säter · ( Suecia)          | Gerrit Schellens · Bélgica       | Jimmy Johnsen Dinamarca          | Stephen Bayliss Reino Unido       |
| XIII   | 2006 | Almere · ( Países Bajos)   | Jens Koefoed Dinamarca           | Stijn Demeulemeester · Bélgica   | Gerrit Schellens · Bélgica        |
| XIV    | 2007 | Brasschaat · ( Bélgica)    | Frederik Van Lierde · Bélgica    | Jonas Colting · Suecia           | Stephen Bayliss Reino Unido       |
| XV     | 2008 | Gérardmer ( Francia)       | Joe Gambles Reino Unido          | Paul Amey Reino Unido            | Xavier Le Floch Francia           |
| XVI    | 2009 | Praga · ( República Checa) | Rasmus Henning Dinamarca         | Dirk Bockel Luxemburgo           | Massimo Cigana · Italia           |
| XVII   | 2010 | Vitoria · ( España)        | Eneko Llanos · España            | Martin Jensen Dinamarca          | Jimmy Johnsen Dinamarca           |
| XVIII  | 2011 | Tampere · ( Finlandia)     | Miquel Blanchart · España        | Jarmo Hast · Finlandia           | Peru Alfaro · España              |
| XIX    | 2012 | Roth · ( Alemania)         | Timo Bracht · Alemania           | Mike Aigroz · Suiza              | Stephen Bayliss Reino Unido       |
| XX     | 2013 | Vichy ( Francia)           | Andrej Vištica · Croacia         | Trevor Delsaut Francia           | José Jeuland Francia              |
| XXI    | 2014 | Almere · ( Países Bajos)   | Markus Fachbach · Alemania       | Dirk Wijnalda · Países Bajos     | Chris Fischer Dinamarca           |
| XXII   | 2015 | Weymouth ( Reino Unido)    | Marek Jaskółka · Polonia         | Jaroslav Kovačič Eslovenia       | Sergio Marques Portugal           |
| XXIII  | 2016 | Poznan · ( Polonia)        | Denis Šketako Eslovenia          | Sergio Marques Portugal          | Dirk Wijnalda · Países Bajos      |
| XXIV   | 2017 | Almere · ( Países Bajos)   | Joe Skipper Reino Unido          | Viktor Zyemtsev · Ucrania        | Jaroslav Kovačič Eslovenia        |
| XXV    | 2018 | Madrid · ( España)         | Timothy Van Houtem · Bélgica     | Pablo Dapena · España            | Morten Brammer Olesen Dinamarca   |
| XXVI   | 2019 | Almere · ( Países Bajos)   | Matt Trautman Sudáfrica          | Kristian Høgenhaug Dinamarca     | Tomáš Řenč · República Checa      |
| XXVII  | 2021 | Roth · ( Alemania)         | Patrick Lange · Alemania         | Nils Frommhold · Alemania        | Felix Hentschel · Alemania        |
| XXVIII | 2022 | Almere · ( Países Bajos)   | Kieran Lindars Reino Unido       | Niek Heldoorn · Países Bajos     | Andrew Starykowicz Estados Unidos |
| XXIX   | 2023 | Almere · ( Países Bajos)   | Menno Koolhaas · Países Bajos    | Kieran Lindars Reino Unido       | Milan Brons · Países Bajos        |
| XXX    | 2024 | Almere · ( Países Bajos)   | Jesper Svensson · Suecia         | Joshua Lewis Reino Unido         | Lars Lomholt Dinamarca            |

### Femenino
| N.º    | Año  | Sede                       | Oro                                | Plata                               | Bronce                            |
| ------ | ---- | -------------------------- | ---------------------------------- | ----------------------------------- | --------------------------------- |
| I      | 1985 | Almere · ( Países Bajos)   | Erin Baker Nueva Zelanda           | Sarah Springman Reino Unido         | Gabriella Hirsemann RFA           |
| II     | 1986 | Säter · ( Suecia)          | Sarah Springman Reino Unido        | Brigitta Sandahl · Suecia           | Anne Marie Kearney Irlanda        |
| III    | 1987 | Joroinen · ( Finlandia)    | Sarah Coope Reino Unido            | Sarah Springman Reino Unido         | Irma Zwartkruis · Países Bajos    |
| IV     | 1989 | Rødekro ( Dinamarca)       | Sarah Coope Reino Unido            | Irma Zwartkruis · Países Bajos      | Sarah Springman Reino Unido       |
| V      | 1991 | Almere · ( Países Bajos)   | Thea Sybesma · Países Bajos        | Ada van Zwieten · Países Bajos      | Katinka Wiltenburg · Países Bajos |
| VI     | 1993 | Embrun ( Francia)          | Anne-Marie Rouchon Francia         | Élisabeth Poncelet Francia          | Gayle Watson Australia            |
| VII    | 1995 | Jümme · ( Alemania)        | Ines Estedt · Alemania             | Ute Mückel · Alemania               | Ada van Zwieten · Países Bajos    |
| VIII   | 1997 | Fredericia ( Dinamarca)    | Karin Jørgensen Dinamarca          | Katja Mayer · Alemania              | Ghita Gerkman · Finlandia         |
| IX     | 1999 | Almere · ( Países Bajos)   | Irma Heeren · Países Bajos         | Marijke Zeekant · Países Bajos      | Cora Vlot · Países Bajos          |
| X      | 2003 | Fredericia ( Dinamarca)    | Edith Niederfriniger · Italia      | Lisbeth Kristensen Dinamarca        | Sione Jongstra · Países Bajos     |
| XI     | 2004 | Immenstadt · ( Alemania)   | Lisbeth Kristensen Dinamarca       | Stefania Bonazzi · Italia           | Françoise Wellekens · Bélgica     |
| XII    | 2005 | Säter · ( Suecia)          | Sara Gross Reino Unido             | Bella Comerford Reino Unido         | Natalia Barkun · Bielorrusia      |
| XIII   | 2006 | Almere · ( Países Bajos)   | Lisbeth Kristensen Dinamarca       | Martina Dogana · Italia             | Edith Niederfriniger · Italia     |
| XIV    | 2007 | Brasschaat · ( Bélgica)    | Charlotte Kolters Dinamarca        | Tine Deckers · Bélgica              | Alice Hector Reino Unido          |
| XV     | 2008 | Gérardmer ( Francia)       | Natalia Barkun · Bielorrusia       | Delphine Pelletier Francia          | Nicole Klingler Liechtenstein     |
| XVI    | 2009 | Praga · ( República Checa) | Virginia Berasategi · España       | Edith Niederfriniger · Italia       | Charlotte Kolters Dinamarca       |
| XVII   | 2010 | Vitoria · ( España)        | Virginia Berasategi · España       | Jodie Swallow Reino Unido           | Edith Niederfriniger · Italia     |
| XVIII  | 2011 | Tampere · ( Finlandia)     | Camilla Pedersen Dinamarca         | Michelle Vesterby Dinamarca         | Ewa Bugdol · Polonia              |
| XIX    | 2012 | Roth · ( Alemania)         | Rachel Joyce Reino Unido           | Sonja Tajsich · Alemania            | Julia Gajer · Alemania            |
| XX     | 2013 | Vichy ( Francia)           | Diana Riesler · Alemania           | Celia Kuch · Alemania               | Gabriella Zelinka · Hungría       |
| XXI    | 2014 | Almere · ( Países Bajos)   | Heleen bij de Vaate · Países Bajos | Tineke van den Berg · Países Bajos  | Victoria Gill Reino Unido         |
| XXII   | 2015 | Weymouth ( Reino Unido)    | Camilla Lindholm · Suecia          | Victoria Gill Reino Unido           | Eva Potůčková · República Checa   |
| XXIII  | 2016 | Poznan · ( Polonia)        | Ewa Bugdol · Polonia               | Simona Křivánková · República Checa | Anne Jensen Dinamarca             |
| XXIV   | 2017 | Almere · ( Países Bajos)   | Yvonne van Vlerken · Países Bajos  | Sarissa de Vries · Países Bajos     | Hanna Maksimava · Bielorrusia     |
| XXV    | 2018 | Madrid · ( España)         | Laura Siddall Reino Unido          | Alexandra Tondeur · Bélgica         | Lisa Roberts Estados Unidos       |
| XXVI   | 2019 | Almere · ( Países Bajos)   | Yvonne van Vlerken · Países Bajos  | Lina-Kristin Schink · Alemania      | Sarissa de Vries · Países Bajos   |
| XXVII  | 2021 | Roth · ( Alemania)         | Anne Haug · Alemania               | Hanna Maksimava · Bielorrusia       | Heini Hartikainen · Finlandia     |
| XXVIII | 2022 | Almere · ( Países Bajos)   | Katharina Wolff · Alemania         | Lina-Kristin Schink · Alemania      | Jenny Nae · Suecia                |
| XXIX   | 2023 | Almere · ( Países Bajos)   | Els Visser · Países Bajos          | Marlene de Boer · Países Bajos      | Katrine Christensen Dinamarca     |
| XXX    | 2024 | Almere · ( Países Bajos)   | Marlene de Boer · Países Bajos     | Alanis Siffert · Suiza              | Jana Uderstadt · Alemania         |

## Medallero
- Actualizado hasta Almere 2024 (prueba élite individual).[1]

| Núm. | País            | Oro | Plata | Bronce | Total |
| ---- | --------------- | --- | ----- | ------ | ----- |
| 1    | Países Bajos    | 13  | 14    | 10     | 37    |
| 2    | Reino Unido     | 9   | 8     | 6      | 23    |
| 3    | Dinamarca       | 9   | 6     | 7      | 22    |
| 4    | Alemania        | 8   | 8     | 7      | 23    |
| 5    | Bélgica         | 4   | 4     | 3      | 11    |
| 6    | España          | 4   | 1     | 1      | 6     |
| 7    | Francia         | 2   | 3     | 2      | 7     |
| 8    | Suecia          | 2   | 3     | 1      | 6     |
| 9    | Polonia         | 2   | 0     | 1      | 3     |
| 10   | Italia          | 1   | 3     | 3      | 7     |
| 11   | Finlandia       | 1   | 1     | 5      | 7     |
| 12   | Bielorrusia     | 1   | 1     | 2      | 4     |
| 13   | Eslovenia       | 1   | 1     | 1      | 2     |
| 14   | Croacia         | 1   | 0     | 0      | 1     |
| 14   | Nueva Zelanda   | 1   | 0     | 0      | 1     |
| 14   | Sudáfrica       | 1   | 0     | 0      | 1     |
| 17   | República Checa | 0   | 2     | 3      | 5     |
| 18   | Suiza           | 0   | 2     | 1      | 3     |
| 19   | Portugal        | 0   | 1     | 1      | 2     |
| 20   | Luxemburgo      | 0   | 1     | 0      | 1     |
| 20   | Ucrania         | 0   | 1     | 0      | 1     |
| 22   | Estados Unidos  | 0   | 0     | 2      | 2     |
| 23   | Australia       | 0   | 0     | 1      | 1     |
| 23   | Hungría         | 0   | 0     | 1      | 1     |
| 23   | Irlanda         | 0   | 0     | 1      | 1     |
| 23   | Liechtenstein   | 0   | 0     | 1      | 1     |
|      | TOTAL           | 60  | 60    | 60     | 180   |

1. ↑  Incluye las medallas de la RFA.